# بيليتشان (ماغادان)
بيليتشان (بالروسية: Беличан) هي مدينة في مقاطعة ماغادان أوبلاست في روسيا.
يبلغ عدد سكانها حوالي 29 نسمة.